# フォルマ・ウルビス・ロマエ

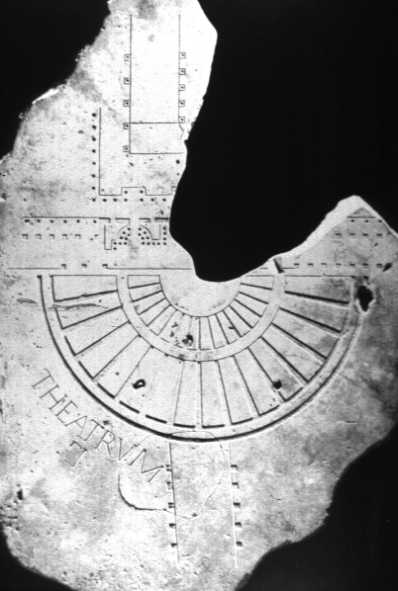
復元されたフォルマ・ウルビスのポンペイウス劇場 の観客席の区分（カウェア）

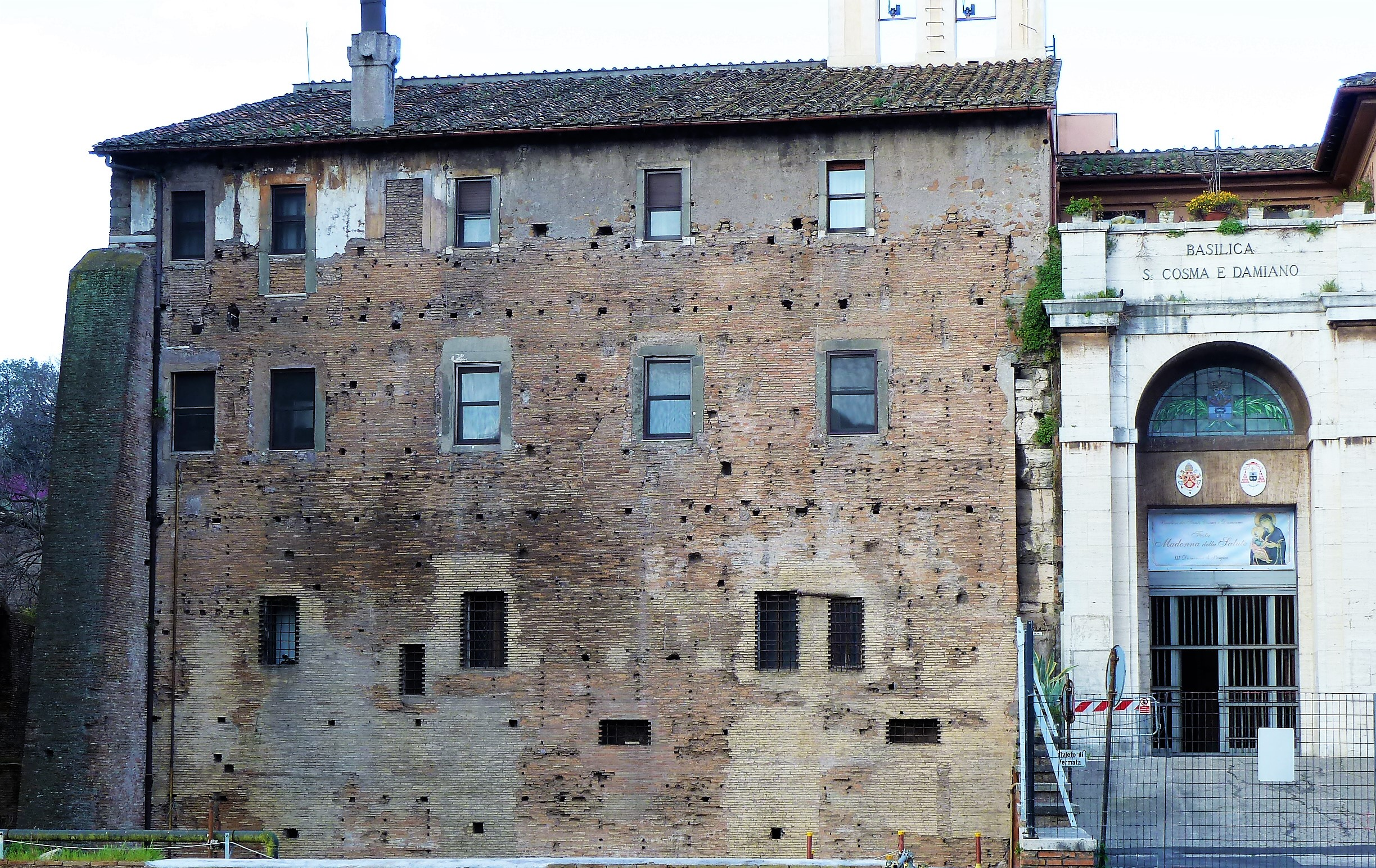
この壁に元々のフォルマ・ウルビスが貼られていた

 Forma Urbis Romae（都市ローマの形）  或いは セウェルス帝の大理石平面図とは、大理石製の古代都市ローマの地図である。セプティミウス・セウェルス帝時代の203年から211年の間に製造されたとされる。元々のものは幅18 m (60 ft)、高さ13 m (45 ft)あり、平和神殿の内部の壁に貼られた150個の大理石の石版に彫られていた。縮尺は凡そ240分の1で平和神殿周囲やローマ浴場と インスラの平面プランが詳細に記されている。平面図の境界は大理石上の空白部分で区切られていて、現代の地図のような地理的・政治的境界とは異なっている。
　平面図は中世の間に段々と壊れて行き、大理石は石灰を作るために利用された。1562年に、教会から発掘権を購入した人文主義者でコンドッティエーレのTorquato Contiの指揮の元で若き彫刻家 en:Giovanni Antonio Dosioは、平和神殿の近くでフォルマ・ウルビスの破片を発掘した。Contiは発掘された断片を枢機卿 アレッサンドロ・ファルネーゼに贈呈した。この枢機卿は、贈られた断片を古物収集家であるen:Fulvio Orsiniや彼の私設図書館員 en:Onofrio Panvinio に委託した。断片の意味するところのものには殆ど興味をもたれなかった。 
　1000を越える大理石の断片があり、元々の平面図に描かれた領域の10%程度が復元されている。これらはカピトリーノ美術館の en:Palazzo dei Conservatori に保管されている。

## 研究経過
平面図の断片は数世紀間に渡って諸学者を虜にしてきた。ルネサンス時代の諸学者は、コロッセオやキルクス・マクシムスのような通常著名な地理上の標識となる約250の断片の位置を確定した。20世紀後半になると、Guglielmo Gattiや en:Lucos Cozza、Emilio Rodríguez Almeidaが幾つかの断片の場所を確定し、その内容を出版した。その他の学者達(Claudia Cecamore、Filippo Coarelli、 Daniele Manacorda、Domenico Palombi、Luigi Pedroni、David West Reynolds等)は多くの断片の配置を再解釈した。2002年、スタンフォード大学による研究プロジェクトは4つの断片の位置の確定と、パターン再認識アルゴリズムを用いて9つの断片を組み合わせることに成功した。考古学と文献史料を用いた研究では、1996年からPier Luigi Tucci (ジョンズ・ホプキンズ大学) が5つのアウグスタン地区において24の断片の場所を位置づけ、カエリウスの丘の上にあるAQVEDVCTIVMの地域、及びテスタッチョ （ここに関しては en:Lucos Cozzaとの共同研究）のopus incertumにある共和政時代の建築物、及びフラミニウス劇場 (特にアレーナの船と Via Aniciaのより早期の大理石平面図)の新解釈を提案した。
　なお、スタンフォード大学のプロジェクト（外部リンク参照）では、地図をクリックすることで断片を参照することができる。

## 関連文献
- Henric Jordan Forma Urbis Romae. Regionum XIIII (Berlin, 1874)
- Carettoni, Gianfilippo; Colini, Antonio; Cozza, Lucos; and Gatti, Guglielmo, eds. La pianta marmorea di Roma antica. Forma urbis Romae (Rome, 1960)
- Meneghini, Roberto; Santangeli Valenzani, Riccardo (eds), Formae Urbis Romae. Nuovi frammenti di piante marmoree dallo scavo dei Fori Imperiali (Bullettino della Commissione Archeologica Comunale di Roma, Suppl. 15) (Rome, 2006) 99-101 (bibliography on the Forma Urbis between 1960 and 2006)
- Tucci, Pier Luigi, ‘New fragments of ancient plans of Rome’, Journal of Roman Archaeology 20 (2007) 469-80 (a review of Meneghini - Santangeli Valenzani 2006)
- Tucci, Pier Luigi, ‘Dov’erano il tempio di Nettuno e la nave di Enea?’, Bullettino della Commissione Archeologica Comunale di Roma 98 (1997) 15-42; Tucci, Pier Luigi, ‘Ideology and technology in Rome’s water supply: castella, the toponym AQVEDVCTIVM, and supply to the Palatine and Caelian hill’, Journal of Roman Archaeology 19 (2006) 94-120; Tucci, Pier Luigi (with Lucos Cozza), ‘Navalia’, Archeologia Classica 57 (2006) 175-202; Tucci, Pier Luigi, ‘Imagining the temple of Castor and Pollux in circo Flaminio’, in A. Leone, D. Palombi, S. Walker (eds), Res Bene Gestae. Ricerche di storia urbana su Roma antica in onore di Eva Margareta Steinby (Rome 2007) 411-425; Tucci, Pier Luigi,‘La controversa storia della Porticus Aemilia’, in Archeologia Classica 63 (2012) 575-591; Tucci, Pier Luigi,‘The Pons Sublicius: a reinvestigation’, in Memoirs of the American Academy in Rome 56-57 (2011-2012) 177-212. Tucci's visual analysis of the Forma Urbis, as well as his research on the role of this marble plan in the Templum Pacis, will be published in 2014 (personal communication).